# یاتلی
latitudeیاتلیlongitudeیاتلی
یاتلی (به انگلیسی: Yateley) یک شهرک در بریتانیا است که در همپشر واقع شده‌است.

## خصوصیات
یاتلی ۲۰٬۲۱۴ نفر جمعیت دارد.